# Surrey—White Rock—Delta-Nord
Pour les articles homonymes, voir Surrey, White Rock et Delta (homonymie).
Surrey—White Rock—Delta-Nord est une ancienne circonscription électorale fédérale de la Colombie-Britannique, représentée de 1979 à 1988.
La circonscription de Surrey—White Rock—Delta-Nord est créée en 1976 avec des parties de Burnaby—Richmond—Delta et Surrey—White Rock. Abolie en 1987, elle est redistribuée parmi Delta, Surrey-Nord et Surrey—White Rock.

## Géographie
En 1976, la circonscription de Surrey—White Rock—Delta-Nord comprenait:
- Une partie des municipalités de Delta, Surrey et White Rock

## Député
1. 1979-1988 — Benno Friesen, PC

- PC = Parti progressiste-conservateur